# The Last Rider
The Last Rider es una película documental deportiva de 2022 dirigida por Alex Holmes, acerca del ciclista ganador del Tour de Francia estadounidense Greg LeMond.

## Sinopsis
Greg Lemond, quien en 1986 se convirtió en el primer ciclista profesional no europeo en ganar el Tour de Francia, se recuperó de un tiroteo casi fatal durante un viaje de caza fuera de la temporada, para luego ganar el Tour de Francia 1989 en París en los Campos Elíseos en estilo dramático, ganando por solo 8 segundos, el margen de victoria más cercano de la historia.

## Reparto
- Greg LeMond
- Kathy LeMond
- Cyrille Guimard
- Pedro Delgado
- Laurent Fignon (entrevistas de archivo)

## Producción
El proyecto se anunció en junio de 2020. Dirigida por Alex Holmes, la película es producida por James Erskine, Victoria Gregory y Sam Brayshaw como una producción de New Black Films. La película presenta entrevistas con Greg y Kathy LeMond, el director de ciclismo francés Cyrille Guimard y el ganador del Tour de Francia Pedro Delgado, así como imágenes de archivo de entrevistas con el difunto ganador del doble Tour y rival de Lemond, Laurent Fignon.

## Estreno
The Last Rider se estrenó en el Festival de Cine de Telluride de 2022. La película se estrenó en cines seleccionados el 23 de junio de 2023 por MRC y Roadside Attractions.